# Georg Ernst von Sayn-Wittgenstein-Berleburg

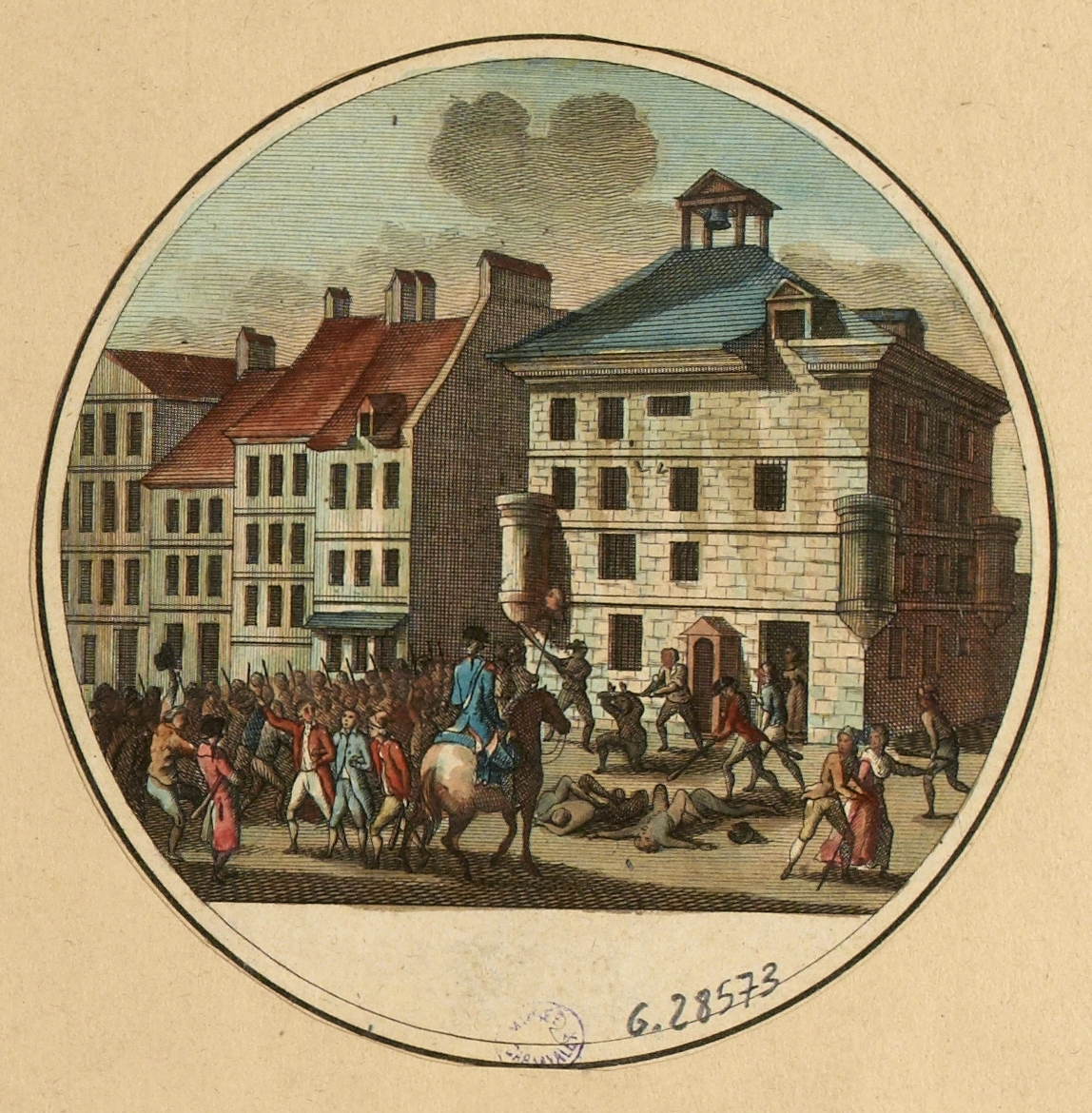
Septembermoorden 1792 in de Prison de l'Abbaye, Saint-Germain-des-Prés

Georg Ernst graaf von Sayn-Wittgenstein-Berleburg (Ludwigsburg, 22 september 1735 – Parijs, 2 september 1792) was een Duitse edelman en generaal in dienst van koning Lodewijk XV en Lodewijk XVI van Frankrijk.

## Levensloop
Sayn was een telg uit de adellijke familie Sayn und Wittgenstein, meer bepaald van de tak Sayn-Wittgenstein-Berleburg met stamslot in Bad Berleburg. Zijn vader was Ludwig Franz graaf von Sayn-Wittgenstein-Berleburg (1694-1750) en zijn moeder Helene Emilie gravin zu Solms-Baruth (1700-1750). Na zijn jeugdjaren op het Slot Berleburg ging hij in militaire dienst van de Keurpalts. Hij werd er in 1753 bevorderd tot officier.
In 1757 trok Sayn naar het koninkrijk Frankrijk. Vanaf 1761 was hij ingelijfd bij het Régiment d’Alsace, een koninklijk regiment met Duitse militairen; dit regiment beschouwde de koning als een buitenlands regiment in zijn dienst – omwille van de Duitse militairen – ondanks het feit dat Elzas tot Frankrijk behoorde. Sayn vocht in de Zevenjarige Oorlog voor de Fransen tegen de Duitsers. Na de oorlog werd Sayn overgeplaatst naar het Régiment d’Anhalt, later genoemd Régiment de Salm-Salm. Dit was een infanterieregiment in koninklijke dienst bemand door Duitse militairen.
Met het Régiment d’Anhalt vocht hij in Corsica (1768-1769) en trok hij naar München (1771) om met de keurvorst van Beieren, een Frans bondgenoot, een militair samenwerkingsakkoord te sluiten. In 1773 volgde een bevordering tot officier met de graad van onderluitenant. Hij bekeerde zich circa 1774 van het evangelische christendom tot het rooms-katholieke geloof, wat ertoe leidde dat hij vereerd werd met de Orde van de Heilige Lodewijk (1775). Er volgden nog bevorderingen. In 1778 werd hij regimentscommandant en in 1780 maréchal de camp, een graad die later brigadegeneraal werd genoemd. 
Ten slotte werd hij, na de Bestorming van de Bastille, luitenant-generaal in het jaar 1791. Generaal Sayn werd naar Zuid-Frankrijk gestuurd om de orde te handhaven: hij was er bevelhebber. Op 20 juli 1792 riep de minister van Oorlog Sayn naar Parijs terug. Hij verdedigde koning Lodewijk XVI tegen revolutionairen tijdens de Bestorming van de Tuilerieën op 10 augustus 1792. De revolutionaire garde nam hem gevangen. 
De plek van zijn gevangenschap was de Prison de l’Abbaye, een staatsgevangenis in een vleugel van de abdij van Saint-Germain-des-Prés. Sayn zat hier met andere koningsgetrouwen opgesloten. Tijdens het begin van de Septembermoorden van datzelfde jaar 1792 slachtte een bende Sayn en medestanders af.

## Gezin
Sayn huwde in 1775 met Caroline Joséphine de Kaempfer (1755-1839), een dochter van de koninklijke raadsheer Jean-Baptiste de Kaempfer afkomstig van Plobsheim en van Anne Françoise de Saulnais. Zij hadden vier kinderen: Joseph Franz (1774-1817), officier; Anna Eléonore (1776-1854); Ludwig Joseph (1784-1857); August Ludwig (1788-1839).